# 9924 Corrigan
9924 Corrigan este o planetă minoră (asteroid) din centura de asteroizi. A fost descoperită pe 2 martie 1981 la Observatorul Siding Spring de Schelte J. Bus și a fost numită după Catherine Corrigan⁠(d). 
Obiectul prezintă o orbită caracterizată de o semiaxă mare de 2,7917577 UAi, o excentricitate de 0,1, o înclinație de 2,84053 ° în raport cu ecliptica.